# Brachyscelis korotyaevi
Brachyscelis korotyaevi là một loài bọ cánh cứng trong họ Chrysomelidae. Loài này được Zherikhin in Zherikhin & Egorov miêu tả khoa học năm 1990.